# Internationales Stahlkartell
Das Internationale Stahlkartell (genauer: Internationale Rohstahlgemeinschaft oder Festländische Rohstahlgemeinschaft 1926/31 und Internationale Rohstahlexportgemeinschaft 1933/39) war ein 1926 gegründetes Wirtschaftskartell zunächst der kontinentaleuropäischen Stahlindustrie und später auch der Englands und Amerikas. Es existierte (mit einer kurzen Unterbrechung 1931/33) bis zum Beginn des Zweiten Weltkriegs 1939 und zerbrach dann.
Einige Traditionen dieses Kartells lebten zwischen 1940 und 1944 im deutsch besetzten Kontinentaleuropa fort (siehe auch Kriegswirtschaft Deutschland (1939–1945)).

## Geschichte
Am 30. September 1926 gründeten die Stahlindustrien Frankreichs, Belgiens, Luxemburgs, des Saarlands und Deutschlands einen Marktverband unter dem Namen Internationale Rohstahlgemeinschaft, um im Wettbewerb mit der britischen und amerikanischen Stahlindustrie besser bestehen zu können. Die Organisationsbildung erfolgte unter Führung des Luxemburgers Emil Mayrisch und des Deutschen Fritz Thyssen sowie mit Unterstützung der Regierungen der beteiligten Kartellgruppen. Mayrisch war es gelungen, die zuvor festgefahrenen Verhandlungen zwischen dem deutschen und dem französischen Stahlverband wieder aufzulockern und auf eine Gesamtlösung für Westeuropa hinzulenken. Vorsitzender des Verbandes wurde der Luxemburger Aloyse Meyer. Am 1. Januar 1927 traten die Stahlindustrien Österreichs, Ungarns und der Tschechoslowakei bei. Der deutschen Stahlindustrie, in welcher nunmehr der kurz zuvor gebildeten Großkonzern Vereinigte Stahlwerke dominierte, wurde eine Quote von 40 % der gesamten Stahlproduktion zugebilligt.
Wenige Jahre nach seiner Gründung zerfiel das Kartell wieder. Im Mai 1929 trat zunächst die deutsche Gruppe aus. In der Weltwirtschaftskrise setzte ein ruinöses Dumping ein, welche die beschlossene Regulierung vollends durchkreuzte. Seit 1930 wurden keine Ausgleichszahlungen mehr geleistet; 1931 entfielen die letzten Produktionsbindungen und auch die ‚Schweizer Treuhand‘ stellte ihre Dienste als neutrales Kontrollorgan ein.
1933 kam es zur Neugründung des Kartells unter dem Namen Internationale Rohstahlexportgemeinschaft (IREG), d. h. nur für den Export der beteiligten nationalen Kartellverbände. 1935 traten die britischen Stahlproduzenten bei. 1938 kontrollierte das Kartell 90 % des internationalen Handels, nachdem sich die drei größten amerikanischen Stahlhersteller United States Steel, Bethlehem Steel und Republic Steel angeschlossen hatten. Die US-Firmen waren nur informelle, inoffizielle Mitglieder des Kartells.
Mit Kriegsausbruch 1939 zerfiel das Kartell. Wegen des Wirtschaftskrieges zwischen den Alliierten und den Achsenmächten und auch durch die weltweit gestiegene Stahlnachfrage waren vereinbarte Produktionsbegrenzungen sinnlos und überflüssig geworden.
Ab Sommer 1940 (nach dem Westfeldzug) lebten im deutsch besetzten Kontinentaleuropa die gerade erst zusammengebrochenen Kartellstrukturen wieder auf, insbesondere zwischen den deutschen, französischen und belgischen Produzentengruppen. Deren Zusammenarbeit diente nun wesentlich der Wirtschaftssteuerung durch Berlin, also durch das kriegführende Dritte Reich.

## Kartellformen und Kartellentwicklung
Das Internationale Stahlkartell war ein Dachkartell aus nationalen Kartellgruppen.
Die Internationale Rohstahlgemeinschaft (IRG) war ein internationales Produktionskartell in der Variante des Kontingentierungskartells, welches die zu produzierenden Herstellungsmengen für seine Mitglieder jeweils einzeln festsetzte. Dabei waren Exportmöglichkeiten der Produzenten aus dem Montandreieck Lothringen, Luxemburg und Saarland (Saar-Lor-Lux) nach Deutschland wichtig.
Die Internationale Rohstahlexportgemeinschaft (IREG) war ein reines Exportkartell. Bei der Neugründung des Stahlkartells 1933 verzichtete man auf eine Regulierung des inländischen Absatzes der einzelnen Kartellgruppen und überließ ihnen die Heimatmärkte exklusiv. Für den Export aber waren zentrale Verkaufsstellen für die einzelnen Produktgruppen eingerichtet worden, so dass die IREG eine Assoziation mehrerer internationaler Syndikate darstellte.
Das deutsche Ruhrstahlsyndikat hatte sich in den 1920er und 1930er Jahren als ‚Lehrmeister‘ für die Syndikatsorganisation in den anderen europäischen Kartellgruppen betätigt. So ist zu erklären, dass Internationale Stahlkartell ab 1933 durch die Übernahme deutscher „Kartelltechnik“ eine Reihe von Verkaufskontoren für bestimmte Produktgruppen erhalten hatte. Der Organisationsgrad war also gegenüber der IRG deutlich gestiegen. Ein komplexes Syndikatskartell, das seine Mitglieder über die Monopolisierung des Absatzes kontrollierte und zusammenhielt, war entstanden.
Es gab sieben engere, d. h. im Zusammenhang mit der IREG gegründete Exportverbände, und zwar für die „wichtigsten Walzprodukte“, nämlich „Formeisen, Stabeisen, Grobbleche, Mittelbleche, Universaleisen, Bandeisen und Röhrenstreifen“. Die Kontore waren bei den vier Gründungsmitgliedern der IREG angesiedelt: in Düsseldorf, Paris, Brüssel, Lüttich und Luxemburg.

## Das Internationale Stahlkartell als Vorläufer der europäischen Einigung?
Das Internationale Stahlkartell, insbesondere die IRG von 1926, gilt seit spätestens den 1960er Jahren als Vorläufer der Europäischen Montanunion. Diese Auffassung kam auf, obwohl jener Zusammenhang von den Gründern der Montanunion Jean Monnet und Robert Schuman frühzeitig und ausdrücklich dementiert worden war.
Nach dem Jahr 2000 kamen aber von mehreren Seiten Kritik an der These der Vorbildfunktion der Kartelle auf:
- Der deutsche Historiker Clemens Wurm prüfte 2004 die Analogie der Montanunion gegenüber den internationalen Stahlkartellen anhand von drei Kriterien ab.[11] Nur in einem Punkt – dem Aspekt des Interessenausgleichs und des Konfliktabbaus – sei eine weitgehende Ähnlichkeit zwischen dem ersten Stahlkartell IRG und der Montanunion erfüllt. Für die beiden anderen Kriterien gelte dies nicht. So sei die Montanunion ein politisches und zwischenstaatliches Projekt, kein unternehmerisches.[12] Außerdem sollte die Montanunion die europäischen Märkte für Eisen und Stahl international integrieren, die Kartelle hingegen wollten dies nicht.[13]
- Der Luxemburger Historiker Charles Barthel stritt 2007 – noch stärker als sein Kollege Wurm – ein paradigmatisches Wirken des Stahlkartells von 1926 für die Montanunion weitgehend ab.[14] Er wies archivalisch nach, dass sich die am Kartell beteiligten Stahlverbände an den eigenen wirtschaftlichen Interessen orientiert und idealistische „Europaideen“ keine Rolle gespielt hatten.[15] Dem Bauplan der Kartellprojekt selbst lag eine „transnationale Integration […] fern“; im Gegenteil ging es um Besitzstände und eine möglichst ausschließliche Beherrschung beanspruchter Märkte.[16] Die Internationale Rohstahlgemeinschaft sei deshalb nur ein „vermeintlicher 'Vorläufer' eines vereinigten Europa“ gewesen, der aber bis „heute hochgepriesen“ sei.
- Der Kartelltheoretiker H.A. Leonhardt wies 2013 in einem Vergleich verschiedener Organisationsformen nach, dass die internationalen Stahlkartelle der Zwischenkriegszeit nur eine von mehreren Wurzeln des Bauplans der Montanunion darstellten.[17] Wichtiger als diese seien die Erfahrungen gewesen, die der Initiator des Schumanplans Jean Monnet aus der alliierten Kriegswirtschaft mitgebracht hatte, in welcher er 1914/19 und 1939/40 in zwischenstaatlichen Beschaffungskartellen für kriegswichtigen Bedarf tätig gewesen war.[18] Die dort umgesetzte Staatenkartell-Konzeption sei das Substrat für die Montanunion gewesen, in welches dann die benötigten Instrumentarien nationalstaatlicher Wirtschaftspolitik einerseits und unternehmerischer Kartelltechnik andererseits eingearbeitet wurden. Eine weitere Abwandlung des Bauplans erfolgte gemäß politischer Forderungen durch das Einfügen eines demokratischen Organs, der Gemeinsamen Versammlung. Im Endeffekt entstand ein Kartell zwischen Staaten und nicht mehr ein solches zwischen Unternehmen: Die Staaten hatten ihre eigene Unternehmerschaft aus den Schaltzentralen der neuen Gemeinschaft ausgebootet.[19]

## Neugründungsversuche eines internationalen Stahlkartells in der späteren Nachkriegszeit
Die Europäische Montanunion sah grundsätzlich ein Verbot von unternehmerischen Kartellen vor.  Kaum war sie 1952 gegründet, suchten die Stahlindustrien der beteiligten sechs Staaten die Grenzen der vereinbarten Ausnahmeregelungen zu testen. Die Europäische Gemeinschaft für Kohle und Stahl genehmigte auf diese Weise immerhin 32 Kartelle bis 1964. Davon waren einige durchaus grenzüberschreitend, so die Konvention von Brüssel, ein Exportkartell der belgischen, niederländischen und deutschen Stahlindustrien von 1953 für Ausfuhren in Länder außerhalb der Gemeinschaft. Ein anderes, größer angelegtes Projekt verließ hingegen eindeutiger den rechtlich noch zulässigen Rahmen. In der Krisensituation der Stahlindustrie ab 1962 suchten die Stahlunternehmer der Montanunion internationale Absprachen einzugehen und auch die Hohe Behörde dafür zu gewinnen. 1965/67 suchten sie die eingetretene Schwächung der Hohen Behörde  durch die bevorstehende EG-Fusion auszunutzen. Sie gründeten 1965 ein gemeinschaftsübergreifendes „supercartel“ mit u. a. Verkaufskontoren für die wichtigsten sechs Produktgruppen von Walzstahl. Dafür hatte man der Hohen Behörde die Schirmherrschaft angeboten, die sich jedoch ausweichend verhielt. Das neue Stahlkartell nach Art der IREG, aber mit durchaus transnationaler Integration, hielt dann wegen der internen Streitigkeiten unter seinen Mitgliedern und der mangelnden Unterstützung durch Ministerrat und Hoher Behörde der Montanunion nur bis 1967.